# Міжнародне посвідчення водія
Міжнародне посвідчення водія — посвідчення, яке надає його власнику право на водіння приватного автомобіля у країнах, що визнають такі посвідчення. 

## Статус
Посвідчення вважається дійсним тільки при наявності національного посвідчення водія.

## Сторони
1. Австралія
2. Австрія
3. Азербайджан
4. Албанія
5. Алжир
6. Ангола
7. Аргентина
8. Багами
9. Бахрейн
10. Бельгія
11. Болгарія
12. Болівія
13. Боснія і Герцеговина
14. Бразилія
15. Білорусь
16. Велика Британія
17. Венесуела
18. Габон
19. Гаяна
20. Гана
21. Гаїті
22. Гватемала
23. Гвінея Бісау
24. Гондурас
25. Гонконг
26. Греція
27. Грузія
28. Данія
29. Демократична Республіка Конго
30. Домініканська Республіка
31. Еквадор
32. Естонія
33. Зімбабве
34. Ізраїль
35. Індонезія
36. Іран
37. Іспанія
38. Італія
39. Кабо-Верде
40. Казахстан
41. Канада
42. Колумбія
43. Коста-Рика
44. Кот-д'Івуар
45. Куба
46. Кувейт
47. Латвія
48. Литва
49. Люксембург
50. Ліван
51. Лівія
52. Макао
53. Марокко
54. Мексика
55. Молдова
56. Монако
57. Монголія
58. Намібія
59. Нова Зеландія
60. Норвегія
61. Нігер
62. Нідерланди
63. Нікарагуа
64. Німеччина
65. Пакистан
66. Панама
67. Парагвай
68. Перу
69. Польща
70. Португалія
71. Південна Африка
72. Південна Корея
73. Північна Македонія
74. Росія
75. Румунія
76. Сальвадор
77. Сан-Марино
78. Сан-Томе і Принсіпі
79. Сейшельські острови
80. Сенегал
81. Сербія
82. Словаччина
83. Словенія
84. Сполучені Штати
85. Сінгапур
86. Таджикистан
87. Туніс
88. Туркменістан
89. Угорщина
90. Узбекистан
91. Україна
92. Уругвай
93. Франція
94. Філіппіни
95. Фінляндія
96. Хорватія
97. Центральноафриканська Республіка
98. Чехія
99. Чилі
100. Чорногорія
101. Швейцарія
102. Швеція

## В Україні
В Україні використання регулюється інструкцією виданою МВС.